# Jayapura, Mandya
Jayapura là một làng thuộc tehsil Mandya, huyện Mandya, bang Karnataka, Ấn Độ.